# Subsidiar
Ein Subsidiar (von lat. subsidium „Hilfeleistung, Hilfe“) ist ein katholischer Geistlicher, der einer Pfarrei oder ähnlichen Institution als Unterstützungskraft zugeteilt ist.
Der Priester oder Diakon ist dabei meist hauptamtlich in der kirchlichen Verwaltung (z. B. Bischöfliches Ordinariat), in Vereinen oder Verbänden, in Schulen oder Hochschulen tätig oder zum Weiterstudium (zumeist Promotionsstudium) freigestellt; er kann sich aber auch bereits im Ruhestand befinden. Als Subsidiar übernimmt er dazu zusätzlich in einer einzelnen Pfarrei, in einem Pfarrverband oder in einer anderen kirchlichen Einrichtung (z. B. Altenheim, Krankenhaus) seelsorgerische, großteils liturgische Aufgaben, die ihm vom Bischof beziehungsweise in dessen Auftrag offiziell übertragen wurden. Er erfüllt diese Aufgaben in Absprache mit dem zuständigen Pfarrer.
Das Amt ist im Codex iuris canonici nicht geregelt, die Modalitäten werden jeweils in den einzelnen Diözesen geordnet und in den Ernennungsurkunden festgelegt.
Die meisten Bistümer wünschen von Ruhestandspfarrern nach dem Amtsverzicht eine weitere seelsorgliche Betätigung, meist als Subsidiar.